# X-gender
X-gender (japanisch Ｘジェンダー x-jendā; von englisch gender „soziales Geschlecht“) ist eine japanische Bezeichnung für Geschlechtsidentitäten außerhalb der Zweiteilung „männlich“ und „weiblich“. X-gender meint nicht notwendigerweise ein eigenständiges drittes Geschlecht, sondern umfasst unterschiedliche nichtbinäre Identitäten, unabhängig von Geschlechtsmerkmalen der Personen. Prominente Beispiele für sich selbst als „X-gender“ definierende Personen sind die Mangaka Yūki Kamatani und Yuu Watase.

## Wortherkunft
Der Ausdruck X-gender setzt sich zusammen aus dem X, das in vielen Ländern in Dokumenten für eine Unbestimmtheit der Geschlechtlichkeit benutzt wird (etwa in Österreich). Und gender wird in Japan entsprechend der Bedeutung im Englischen verstanden. Die Zusammensetzung ist in Japan selbst entstanden und wird nur dort gebraucht. Demgegenüber finden die internationalen Bezeichnungen „transgender“, „genderqueer“ oder „nonbinary“ für solche Geschlechtsidentitäten in Japan kaum Verwendung.
Als Ursprung des Ausdrucks wird die Region Kansai auf der japanischen Hauptinsel angenommen, wo es im Laufe der 1990er-Jahre in Publikationen queerer (homosexueller) Gruppen immer wieder auftauchte, wobei der genaue Ursprung unbekannt ist. Erstmals ausführlich betrachtet und definiert wird die Bedeutung in einer Ausgabe des Magazins Poco a poco, das im Jahr 2000 von G-Front Kansai herausgegeben wurde und mehrere Artikel über Personen enthielt, die in der Geschlechtskategorie X-gender einzuordnen wären. Die Bezeichnung selbst tauchte allerdings erst im Glossar auf. Durch eines der Gründungsmitglieder der Gruppe, das an mehreren Interviews und Dokumentationen teilnahm, wurde x-jendā (japanisch ekkusu jendā ausgesprochen) weiter etabliert. In der Folge fand die Bezeichnung zunehmende Verbreitung durch Verwendung in sozialen Medien sowie gesteigerte Wahrnehmung des Gender-Diskurses in der öffentlichen Meinung.

## Einordnung
X-gender gilt als Teil des Transgender-Spektrums und wird häufig als Geschlechtsidentitätsstörung angesehen (japanisch 性同一性障害 seidōitsuseishōgai). Obwohl die Bezeichnung erst ab der Jahrtausendwende aufkam, sind dritte Geschlechtsidentitäten in Japan (etwa okama oder onabe) sowie außerhalb seit längerer Zeit bekannt (wie die Hijra in Indien, die Kathoey in Thailand oder die amerikanischen Two-Spirit). Da mit X-gender verschiedenste Geschlechtsidentitäten zusammengefasst werden, gibt es keine klare Definition dieser Kategorie im Sinne eines konkreten Geschlechts; üblich sind drei Untergruppen:
- 両性 ryōsei: Personen mit Eigenschaften beider Geschlechter
- 中性 chūsei: Personen mit einer Geschlechtsidentität jenseits von Mann oder Frau („drittes Geschlecht“)
- 無性 musei: Personen, die keine eindeutigen Geschlechtsmerkmale besitzen (Intergeschlechtlichkeit) oder nicht auf eine von beiden Geschlechterrollen festgelegt werden wollen

Der in all diesen Bezeichnungen verwendete Wortbestandteil 性 (-sei) bedeutet „Geschlecht“ und bezieht sich dabei sowohl auf biologische wie auf Identitätsmerkmale.
„Transsexualität“ und „Geschlechtsidentitätsstörung“ bezogen sich ursprünglich auf den Wechsel zwischen den beiden Geschlechtern Mann–Frau: von einem gänzlich zum anderen. Teil der Vorstellungen war auch, dass es nur diese Zweigeschlechtlichkeit gebe, verbunden mit einer Heteronormativität der jeweiligen sexuellen Orientierung (gegengeschlechtliche Liebe). Im Unterschied dazu bietet das japanische X-gender eine unbestimmte Möglichkeit der Geschlechterzuordnung außerhalb der beiden Kategorien, ohne deren Binärität oder Heteronormativität in Frage zu  stellen.